# داهراز
داهراز (به ارمنی: Դահրազ) یک منطقهٔ مسکونی در جمهوری آرتساخ است که در استان آسکران واقع شده‌است. داهراز ۸ نفر جمعیت دارد.